# Ахе (атол)
Аге (фр. Ahe), Агемару або Омару — кораловий атол на архіпелазі Туамоту, що є частиною Французької Полінезії.

## Географія

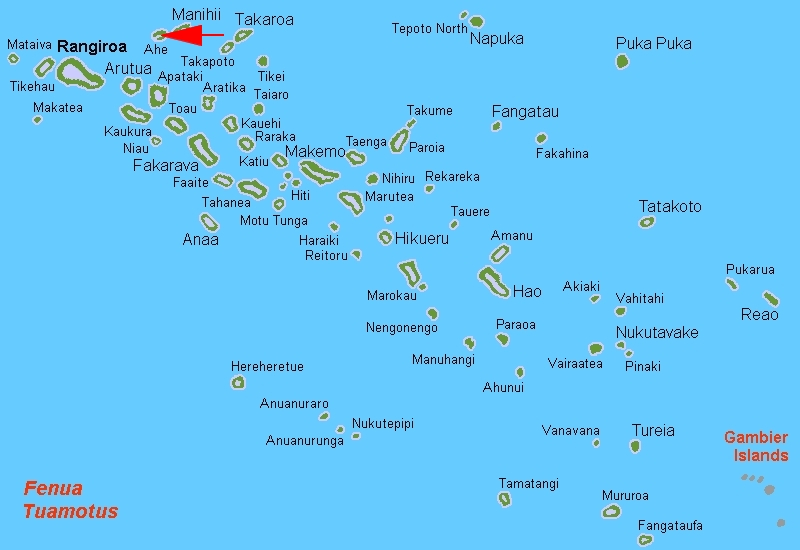
Розташування атолу Аге

Аге розташований на півночі архіпелагу Туамоту, 14 км на захід від Манігі. Має кільцеподібну форму, яка порушується лише одним невеликою протокою у лагуну. Площа суходолу приблизно 12 км 2 і площа лагуни 138 км2. 
Атол є частиною підгрупи островів Кінг-Джордж (Iles du Roi Georges), до якої входять Аге, Манігі, Такапото, Такароа і Тікей. У лагуні Аге знаходяться кілька перлинних ферм.

## Населення
Станом на  2012, чисельність населення атолу налічує 553 мешканців. Єдине село в Аге - Тенукупара, з приблизно 100 мешканців, яке розташоване на острові в південній частині атолу.

## Історія
Першими європейцями, які прибули на атол Аге, були голландські мореплавці Віллем Шоутен і Якоб Ле Мер у 1616 році. Пізніше Аге відвідала Дослідницька експедиція Сполучених Штатів, 1838–1842. Чарльз Вілкс назвав атол «Остров Пикок (Павич)» на честь одного з кораблів експедиції.  Цей атол іноді зазнавав руйнувань, спричинених циклонами.
Наприкінці 1970-х матрос Бернар Мойтесьє прожив на Аге два роки.

## Демографія
Населення Аге:
| 109                         | 142 | 162 | 377 | 441 | 566 | 552 |
| Джерела ISPF, Mairie de Ahe |     |     |     |     |     |     |

## Адміністрація
Атол Аге належить до комуни Манігі, яка складається з атолів Манігі та Аге. 